# Herreros
Herreros es una localidad española del municipio de Cidones, perteneciente a la provincia de Soria, en la comunidad autónoma de Castilla y León.

## Geografía
Situada a 23 km de Soria capital y se llega a ella por la N-234 y luego por la SO-P-6018. Alejada de la carretera Soria-Burgos N234 unos 500 m, lo hace un lugar tranquilo y silencioso. Hasta su cierre en 1985 la villa contaba con una estación del ferrocarril Santander-Mediterráneo.
Pertenece a la comarca de Soria y al partido judicial de Soria. El pueblo está a 1100-1200 m de altitud y está rodeado de bosques de robles. A tan solo 2 km del pantano de La Cuerda del pozo con zonas de baño y frente a una impresionante sierra gris que cambia de color en los atardeceres vistos desde el antiguo crucero que marcaba el camino de los carreteros y de la meseta en épocas pasadas.
Actualmente se han abierto alojamientos de turismo rural de gran calidad, incluso uno de ellos mantiene una chimenea de casi 200 años de antigüedad. Un lugar privilegiado con un clima frío y seco en invierno mientras en verano es fresco y agradable. Muy bien situado para realizar excursiones a los alrededores como la Laguna Negra o el cañón del Río Lobos, Numancia, Calatañazor.

## Patrimonio y entorno natural
El patrimonio natural de este pueblo está compuesto por el embalse de la Cuerda del Pozo, la playa de Peña Gamella (que se encuentra en el embalse de la Cuerda del Pozo) y la sierra de Cabrejas entre otros. Además por esa zona discurre el arroyo de la dehesa. Herreros está rodeado de bosques de robles y pinares. Además, se encuentra bien situado para realizar excursiones a los alrededores como La Laguna Negra o el Cañón del Río Lobos, Numancia, Calatañazor, y embalse de la Cuerda del Pozo. Este pueblo posee grandes maravillas escondidas debido a su situación geográfica, ya que las vistas que se pueden observar desde allí son simplemente singulares y fantásticas. Una maravilla que deberías ver si en algún momento tienes la ocasión de hacerlo. además tiene una gran explotación de sus recursos naturales de agricultura y ganadería.

## Fauna
La fauna de este pueblo es muy variada, ya que en ella podemos encontrar Capreolus capreolus (corzos), Cervidae (ciervos), Sus scrofa (jabalíes), Oryctolagus cuniculus (conejos), Lepus europaeus (liebres europeas), Alectoris rufa (perdices) y Coturnix coturnix (codornices) entre otros animales. Aparte también se realizan batidas de caza mayor y batidas de caza menor.

## Historia
Al principio de los tiempos, el topónimo que este pueblo poseía, era el conocido con el nombre de Amblau. Además, sabemos que en su vega se han encontrado restos de la "Cultura del vaso campaniforme", esta referencia la encontramos en el Museo Numantino que se encuentra en Soria.
Cuando el pueblo fue repoblado por Alfonso I de Aragón, en el primer tercio del siglo XII, le fue impuesto el nombre de FERREROS, derivado del latín, y debido a que sus primeros colonos se dedicaban a las artes del hierro. De FERREROS, por simple cambio fonético, viene el nombre actual de Herreros.
Ferreros (Herreros)
Tenía solamente cinco vecinos el año 1270 y a distancia de siglos podemos saber por un documento del Archivo de Nuestra Señora del Espino de Soria fechado el 22 de agosto de 1352 hasta el nombre mismo del Cura de Herreros; se llamaba Blasco López. 
El Censo de Pecheros de 1528, en el que no se contaban eclesiásticos, hidalgos y nobles, registraba la existencia de 77 pecheros, es decir unidades familiares que pagaban impuestos.
En 1788, según el historiador diocesano Loperráez, contaba con 56 vecinos. 
Herreros siempre fue aldea de la Villa de Soria y su tierra formando parte del sexmo De Fremtes hasta la fundación de los Municipios el año 1836. Según Actas de dicho Sexmo fue pueblo y en 1789 era cabecera de comarca denominada Valdeherreros y estaba constituida por los siguientes pueblos: Herreros, Villaverde, Cidones, Ocenilla, Toledillo, Pedrajas y Oteruelos. Perteneció a la Real Cabaña de Carreteros, institución favorecida por privilegios reales que nace en 1497 agrupando a los pueblos de Pinares de Soria y Burgos. Concretamente fue en 1629 cuando se unirían sus derramas que fueron Cabrejas del Pinar, Abejar, Herreros y Villaverde, desapareciendo  esta institución a finales del siglo pasado con la llegada de los ferrocarriles. Hoy día sigue formando parte de la "Mancomunidad de los 150 pueblos de la Tierra de Soria". Su arciprestazgo durante siglos fue Rabanera del Campo y en cuanto a diezmos fue tributario de la parroquia de San Nicolás de Soria.
A la caída del Antiguo Régimen la localidad se constituye en municipio constitucional en la región de Castilla la Vieja, partido de Soria  que en el censo de 1842 contaba con 86 hogares y 340 vecinos.
A finales del siglo XX este municipio desaparece porque se integra en Cidones. Contaba entonces con 65 hogares y 213 habitantes.

## Demografía
| Gráfica de evolución demográfica de Herreros entre 1842 y 1970 |
| |
| Población de derecho según los censos de población del INE Población de hecho según los censos de población del INEEntre el censo de 1981 y el anterior, este municipio desaparece porque se integra en el municipio 42061 (Cidones) |

En el año 1981 contaba con 98 habitantes, concentrados en el núcleo principal, pasando a 75 en 2010, 39 varones y 36 mujeres, aunque solo viven en el pueblo unas 15 personas, siendo un pueblo tranquilo con un entorno envidiable.
| Gráfica de evolución demográfica de Herreros entre 2000 y 2010                                   |
|                                                                                                  |
| Población de derecho (2000-2010) según los censos de población del INE a 1 de enero de cada año. |

## Patrimonio
Tiene una iglesia parroquial católica de estilo gótico (siglo XVI), con pórtico y una torre campanario.
Cuenta con tres ermitas situadas en las entradas del pueblo: al norte la ermita de La Soledad; al suroeste la ermita de San Andrés y al este la ermita de San Roque.

## Fiestas
Herreros cuenta con las fiestas dedicadas a la Virgen y San Roque. Estas fiestas no son de larga duración puesto que van desde el catorce al dieciséis de agosto, sin embargo, si son unas fiestas de gran intensidad en las que todos los habitantes del pueblo se reúnen para hacer gymkanas, cenas, verbenas...

## Personas notables
Uno de los hijos ilustre fue José Clemente Carnicero Torroba, nacido en Herreros el 18 de noviembre de 1770, Sacerdote, Archivero de Indias en Sevilla y consejero de Fernando VII. Gran defensor de Soria y de su tierra, escribió un libro polémico sobre la nueva demarcación provincial realizada el año 1833.
Herreros contó con un taller de carpintería (familia Romera), escultura, dorado y charolado, de donde salieron importantes obras, y que funcionó, quizás, desde el siglo XVI hasta entrado el siglo XX, exactamente, según Álvaro Sanz, el 15 de octubre de 1925, por el fallecimiento de Félix Andrés. En este taller se hicieron trazas, que en ocasiones se convirtieron en realizaciones, como  un retablo mayor de la ermita de los Santos Mártires, de Las Cuevas de Soria. Retablos en Carrascosa de la Sierra, en las Iglesias de Calatañazor, ermita de Nuestra Señora de la Blanca, en Cabrejas del Pinar, para la iglesia de Muriel Viejo, y un larguísimo etcétera.

## Ruta literaria
Este pueblo tiene la Leyenda de los Siete Infantes de Lara donde se cita expresamente el valle de Febros (Río Ebrillos). También el novelista Pío Baroja entró en el pueblo por la ermita de la Soledad y disfrutó por una noche de la amable hospitalidad de los CHAVETOS. Este apodo, lejos de ser despectivo, constituye timbre de honor y como la Partida de Nacimiento de su pasado remoto. En la actualidad, Jesús Gaspar Alcubilla, hijo de Herreros, ha publicado "La Sierra Florecida" (2018) y el libro "Herreros intrahistoria 1930-1950" relatos que son un viaje a paso lento y mirada abierta a través de las historias, leyendas y paisajes de la serranía soriana, donde el municipio chaveto y su entorno están muy presentes  

## Turismo
Herreros está situado a 24 km de Soria en un bello paraje ribereño del embalse de La Muedra o Cuerda del Pozo. Cuenta con la antigua estación de ferrocarril Santander-Mediterráneo, hoy camino verde para bicicletas y carretera de Sagunto-Burgos trazada entre la antigua vía romana Numancia-Clunia.

### Restaurantes
Herreros en 2025 no tiene restaurantes. Dispone del bar La Escuela, y en las cercanías, en la zona de baño, en verano, el bar El Monstruo del Pantano con menú del día.

### Casas rurales y hoteles
Este pueblo cuenta con una Posada Real de 4 estrellas y varias casas rurales en las que alojarte y aislarte del agobio de la ciudad y puedas disfrutar del paisaje natural, del precioso entorno, del pantano con zonas de baño en verano y de las miles de estrellas por la limpieza de sus cielos que herreros nos ofrece. Puedes alojarte en la Posada Real La Vieja Chimenea Spa, en la casa rural El Chaveto de Herreros, en el Rincón del Tejo y en la casa rural El Herrero. Estos, son sitios ideales en los que poder descansar.

## Anécdotas
Herreros posee muchas anécdotas pero una de ellas, es que Herreros era una de las paradas del antiguo ferrocarril del Santander-Mediterráneo. esto hacía que Cantabria y valencia dos ciudades españolas estuvieran unidas ya que se trataba de los dos puertos comerciales importantes del país que tenían un gran poder económico.
En Herreros debió haber una gran tradición de saludadores, entendiendo por tales a aquellos curanderos dotados de un supuesto poder que les permitía sanar a las personas y animales afectados por el temido mal de la rabia o hidrofobia, empleando para ello su aliento y su saliva. De hecho, el término salutator-oris, vendría referido a aquel que restauraba la salud. Así, contamos con documentación relativa a la solicitud de servicios por parte de la villa episcopal de El Burgo de Osma de oficiantes del municipio de Herreros, al no existir saludador propio encargado de esos menesteres. De tal manera sabemos que en 1601 el propio Ayuntamiento osamense pagó 2.555 maravedís al saludador de Herreros que fue a saludar al ganado enfermo. En 1620 se documenta un descargo de 12 reales por ir de nuevo en su búsqueda. Y ya en 1667 se abonan otros 22 reales de la paga de fin de diciembre a Bartolomé Sanz, saludador y vecino de Herreros.  
Tanto para el siglo XVIII y para el XIX los catastros nos dicen que Herreros solo contaba con un herrero, conociéndose incluso el nombre de alguno de ellos, como Francisco de Atorro, que se instaló en 1607 alquilando una vivienda perteneciente a un tal Francisco del Cantón (según datos del Archivo Provincial de Soria). No obstante, posteriormente Herreros pudo haber contado con hasta 5 fraguas.
Bajando a la playa de Peña Gamella  por la carretera, antes de dar la curva que conduce al bar y dentro del vallado de robles, se encuentra este cenotafio que recuerda cómo eran y son las tormentas en Herreros. Aunque hay algunas letras que no están claras la transcripción vendría a ser la siguiente: "AQUÍ FALLECIÓ FELIPE MINGOTE EL DÍA 4 DE SEPTIEMBRE DE 1861. MURIÓ DE UNA CHISPA ELÉCTRICA CON __ DE EDAD______"